# Chandrel Massanga
Chandrel Géraud Massanga Matondo (Pointe-Noire, 17 agosto 1999) è un calciatore congolese (Repubblica del Congo), centrocampista dell'Hatayspor e della nazionale congolese.

## Carriera

### Club
Dopo aver giocato in patria con varie squadre della massima serie locale (con cui ha anche giocato 3 partite in CAF Champions League ed una partita in Coppa della Confederazione CAF), nel gennaio del 2022 è approdato in Europa, firmando con gli albanesi del Partizani Tirana. In seguito ha giocato anche nella prima divisione turca, con l'Hatayspor.

### Nazionale
Il 10 ottobre 2019 ha esordito con la nazionale congolese giocando l'amichevole pareggiata 1-1 contro la Thailandia. In seguito ha anche giocato una partita nelle qualificazioni alla Coppa d'Africa 2021 e tre partite nella fase a gironi del Campionato delle nazioni africane 2020.

## Statistiche

### Presenze e reti nei club
Statistiche aggiornate al 21 agosto 2022.
| Stagione        | Squadra          | Campionato      | Campionato | Campionato | Coppe nazionali | Coppe nazionali | Coppe nazionali | Coppe continentali | Coppe continentali | Coppe continentali | Altre coppe | Altre coppe | Altre coppe | Totale | Totale |
| Stagione        | Squadra          | Comp            | Pres       | Reti       | Comp            | Pres            | Reti            | Comp               | Pres               | Reti               | Comp        | Pres        | Reti        | Pres   | Reti   |
| --------------- | ---------------- | --------------- | ---------- | ---------- | --------------- | --------------- | --------------- | ------------------ | ------------------ | ------------------ | ----------- | ----------- | ----------- | ------ | ------ |
| gen.-giu. 2022  | Partizani Tirana | KS              | 12         | 0          | CA              | 2               | 0               | UECL               | -                  | -                  |             | -           | -           | 14     | 0      |
| 2022-2023       | Partizani Tirana | KS              | 1          | 0          | CA              | 0               | 0               | UECL               | 2                  | 0                  |             | -           | -           | 3      | 0      |
| Totale carriera | Totale carriera  | Totale carriera | 13         | 0          |                 | 2               | 0               |                    | 2                  | 0                  |             | -           | -           | 17     | 0      |

### Cronologia presenze e reti in nazionale
| Cronologia completa delle presenze e delle reti in nazionale ― Rep. del Congo | Cronologia completa delle presenze e delle reti in nazionale ― Rep. del Congo | Cronologia completa delle presenze e delle reti in nazionale ― Rep. del Congo | Cronologia completa delle presenze e delle reti in nazionale ― Rep. del Congo | Cronologia completa delle presenze e delle reti in nazionale ― Rep. del Congo | Cronologia completa delle presenze e delle reti in nazionale ― Rep. del Congo | Cronologia completa delle presenze e delle reti in nazionale ― Rep. del Congo | Cronologia completa delle presenze e delle reti in nazionale ― Rep. del Congo |
| Data                                                                          | Città                                                                         | In casa                                                                       | Risultato                                                                     | Ospiti                                                                        | Competizione                                                                  | Reti                                                                          | Note                                                                          |
| ----------------------------------------------------------------------------- | ----------------------------------------------------------------------------- | ----------------------------------------------------------------------------- | ----------------------------------------------------------------------------- | ----------------------------------------------------------------------------- | ----------------------------------------------------------------------------- | ----------------------------------------------------------------------------- | ----------------------------------------------------------------------------- |
| 10-10-2019                                                                    | Thanyaburi                                                                    | Thailandia                                                                    | 1 – 1                                                                         | Rep. del Congo                                                                | Amichevole                                                                    | -                                                                             | 88’                                                                           |
| 16-11-2020                                                                    | Manzini                                                                       | eSwatini                                                                      | 0 – 0                                                                         | Rep. del Congo                                                                | Qual. Coppa d'Africa 2021                                                     | -                                                                             | 86’                                                                           |
| 17-1-2021                                                                     | Douala                                                                        | RD del Congo                                                                  | 1 – 0                                                                         | Rep. del Congo                                                                | Campionato delle Nazioni Africane 2020 - 1º turno                             | -                                                                             | 83’                                                                           |
| 21-1-2021                                                                     | Douala                                                                        | Rep. del Congo                                                                | 1 – 1                                                                         | Niger                                                                         | Campionato delle Nazioni Africane 2020 - 1º turno                             | -                                                                             |                                                                               |
| 25-1-2021                                                                     | Douala                                                                        | Rep. del Congo                                                                | 1 – 0                                                                         | Libia                                                                         | Campionato delle Nazioni Africane 2020 - 1º turno                             | -                                                                             | 23’                                                                           |
| 23-3-2023                                                                     | Brazzaville                                                                   | Rep. del Congo                                                                | 1 – 2                                                                         | Sudan del Sud                                                                 | Qual. Coppa d'Africa 2023                                                     | -                                                                             | 90+4’                                                                         |
| 27-3-2023                                                                     | Dar es Salaam                                                                 | Sudan del Sud                                                                 | 0 – 1                                                                         | Rep. del Congo                                                                | Qual. Coppa d'Africa 2023                                                     | -                                                                             |                                                                               |
| 18-6-2023                                                                     | Brazzaville                                                                   | Rep. del Congo                                                                | 0 – 2                                                                         | Mali                                                                          | Qual. Coppa d'Africa 2023                                                     | -                                                                             |                                                                               |
| 17-11-2023                                                                    | Ndola                                                                         | Zambia                                                                        | 4 – 2                                                                         | Rep. del Congo                                                                | Qual. Mondiali 2026                                                           | -                                                                             | 81’                                                                           |
| 11-6-2024                                                                     | Agadir                                                                        | Marocco                                                                       | 6 – 0                                                                         | Rep. del Congo                                                                | Qual. Mondiali 2026                                                           | -                                                                             |                                                                               |
| 5-9-2024                                                                      | Brazzaville                                                                   | Rep. del Congo                                                                | 1 – 0                                                                         | Sudan del Sud                                                                 | Qual. Coppa d'Africa 2025                                                     | 1                                                                             | 87’                                                                           |
| 9-9-2024                                                                      | Kampala                                                                       | Uganda                                                                        | 2 – 0                                                                         | Rep. del Congo                                                                | Qual. Coppa d'Africa 2025                                                     | -                                                                             |                                                                               |
| Totale                                                                        |                                                                               | Presenze                                                                      | 12                                                                            |                                                                               | Reti                                                                          | 1                                                                             |                                                                               |

## Palmarès

### Club

#### Competizioni nazionali
- Campionato albanese: 1

Partizani Tirana: 2022-2023